# Saison 9 d'Alerte Cobra
Chronologie
Saison 8 Saison 10
Cet article présente le guide des épisodes la neuvième saison de la série télévisée Alerte Cobra.

## Distribution

### Acteurs principaux
- Erdoğan Atalay : Sami Gerçan (inspecteur)
- René Steinke : Tom Kranich (inspecteur)

### Acteurs récurrents
- Charlotte Schwab : Anna Angalbert (chef de service)
- Carina Wiese : Andréa Schäffer (secrétaire)
- Dietmar Huhn : Henri Granberger (brigadier)
- Gottfried Vollmer : Boris Bonrath (brigadier)
- Siggi H : Siggi Müller (brigadier)

## Diffusion
En Allemagne, la saison a été diffusée du 5 avril 2001 au 31 mai 2001, sur RTL Television.
En France, la saison a été diffusée du 16 septembre 2001 au 27 décembre 2001 sur TF1. À noter que TF1 diffusait aléatoirement les épisodes.

## Épisodes

### Épisode 1:Détournement sur la ligne 834
- Allemagne : 5 avril 2001 sur RTL Television
- France : 27 décembre 2001 sur TF1

### Épisode 2:Tir à vue
- Allemagne : 12 avril 2001 sur RTL Television
- France : 23 septembre 2001 sur TF1

### Épisode 3:La mariée était en retard
- Allemagne : 19 avril 2001 sur RTL Television
- France : 7 octobre 2001 sur TF1

### Épisode 4:Entre deux chaîses
- Allemagne : 26 avril 2001 sur RTL Television
- France : 16 septembre 2001 sur TF1

### Épisode 5:L'appât du gain
- Allemagne : 3 mai 2001 sur RTL Television
- France : 21 octobre 2001 sur TF1

### Épisode 6:Pile ou face
- Allemagne : 31 mai 2001 sur RTL Television
- France : 30 septembre 2001 sur TF1